# Huong Thanh
Hương Thanh est une chanteuse vietnamienne.

## Biographie
Hương Thanh est née à Saigon d’une famille de musiciens. Elle apprend dès l'âge de dix ans à la fois la musique, le théâtre et le cải lương. Elle se produit pour la première fois sur scène à seize ans. 
En France depuis l'âge de 17 ans, ses rencontres avec les artistes les plus éclectiques l’ont conduite à mêler ces chants traditionnels aux orchestrations jazz du guitariste Nguyên Lê, aux mélodies, aux timbres et aux rythmes d’artistes italiens, espagnols, africains, maghrébins, japonais, coréens, chinois... Parmi eux Paolo Fresu, Richard Bona, Renaud Garcia-Fons, Guo Gan ,Michel Alibo, Karim Ziad, Dhafer Youssef, Jason Carter, François Verly, Bruno Maurice, E'Jeoung Ju, Li yan, Fumie Hihara...
Si elle s’aventure volontiers sur les sentiers de la musique fusion, Huong Thanh œuvre aussi à faire découvrir les musiques traditionnelles ou anciennes des régions du Viêt Nam dans toute leur pureté. Son dernier spectacle, « Da co, Tambour dans la nuit », a ainsi permis au public parisien du Musée Guimet de découvrir l'art du théâtre chanté vietnamien, le cải lương. Sa représentation au Musée Guimet, en novembre 2014, « De bambou et de soie », permet de voyager au travers des répertoires des musiques traditionnelles du sud, du nord et du centre du pays, à savoir Ca Trù, Ca Xẩm, Hát Chèo, Hát Chầu Văn, Ca Tài Tử, Ca Huế, les Hò et Lý, etc. pour certains classés au patrimoine immatériel de l'humanité par l'UNESCO.

## Récompense
Huong Thanh a reçu, en 2007, le prix Musique du monde de France Musique.

## Discographie
- Tales from Viêt Nam, ACT, 1996. Diapason d’Or, Choc du Monde de la musique, Choc de l’année 1996 Jazzman, 2e meilleur CD 96 for JAZZTHING (Allemagne), meilleur CD 96 à la radio TRS 2 (CH)
- Moon and Wind, ACT, 1999. Sélection FIP.
- Dragonfly, ACT, 2001. Prix Choc du Monde de la Musique. Sélection FIP.
- Mangustao, ACT, 2004. Prix Choc du Monde de la Musique, classé 2e dans le classement de Word Music Charts Europe, Sélection FIP.
- Fragile Beauty, ACT, 2007.
- Viêt Nam : Musique du Cai luong, Ocora, 2008.
- L'arbre aux rêves, Tree of Dreams, Buda musique / Universal, 2011.
- Camkytiwa, les Fleurs du Levant, Camkytiwa, The Flowers of Levant, Buda Musique / Universal, 2013.